# Medway (district)
Medway Towns est une conurbation constituant une Autorité unitaire ; elle est située au nord du comté de Kent dans l'est de l'Angleterre. Elle tient son nom de la rivière Medway sur laquelle elle est construite.
Les principales villes de la conurbation sont de l'est à l'ouest : Rainham, Gillingham, Chatham, Rochester et Strood. Elles sont traditionnellement appelées les "Medway Towns".

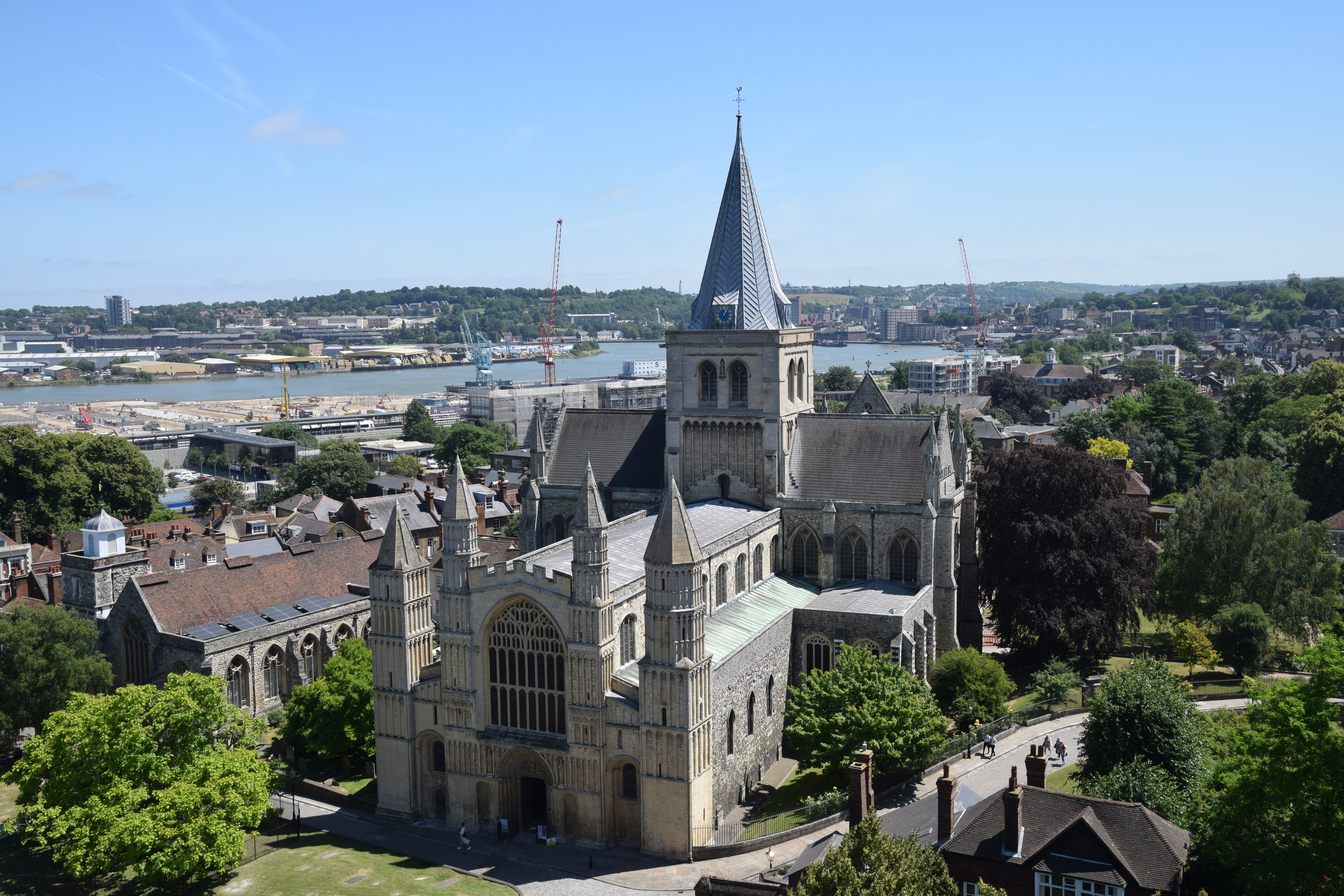
Cathédrale de Rochester (église cathédrale du Christ et de la Bienheureuse Vierge Marie), Kent, 27 juin 2018.

## Villes et villages de Medway
Beaucoup de petites villes et villages comme Frindsbury, Brompton, Walderslade, Luton, Wigmore etc., sont inclus dans la conurbation. En dehors de la zone urbaine, les villages conservent leurs conseils paroissiaux.
- Cuxton, Halling et Wouldham : dans la région du "Medway Gap" au sud de Rochester et de Strood.
- Hoo St Werburgh, Cliffe, Cliffe Woods, Cooling, High Halstow, St Mary Hoo, Allhallows, Stoke et Grain : au nord (péninsule de Hoo)
- Frindsbury Extra englobe Upnor Lover et Upper à l'est de Strood.

## Jumelage
Medway est jumelée avec :
- Valenciennes (France)
- Yokosuka (Japon)
- Cadix (Espagne)
- Foshan (Chine)